# Ibn Sīrīn
Abū Bakr Muḥammad Ibn Sīrīn (arabe : أبوبكر محمد بن سيرين) (né en 654 à Bassora et mort en 728 ou 729 dans la même ville) est un imam arabe, spécialiste de l’interprétation et l'analyse des rêves (onirocritique). C'était un proche d'Al-Hassan al-Basrî.
Célébré de son vivant pour sa piété austère et la qualité de ses commentaires de hadîths (muḥaddith), il est surtout connu depuis le milieu du IXe siècle pour être à l'origine de la tradition musulmane d'interprétation des rêves, qui a elle-même influencé la tradition byzantine via l’Oneirocriticon dit d'« Achmet ».
Bien qu'il critiquât l'exégèse écrite, de nombreux ouvrages lui ont été attribués après sa mort.

## Œuvres apocryphes
À partir du Xe siècle, diverses compilations de rêves ont été attribuées à Ibn Sīrīn, en particulier la Sélection de déclarations sur l'interprétation des rêves (en) d'al-Dāri, datée du XVe siècle, et régulièrement attribuée à Ibn Sīrīn sous le titre Tafsīr al-Aḥlām (arabe : تفسير الاحلام) :
- Ibn Sîrîn (trad. de l'arabe et présenté par Dominique Penot), L'Interprétation des rêves : Manuel d'oniromancie musulmane, Lyon, Alif, coll. « Les Sources de la tradition islamique », 1992 (ISBN 2-908087-04-9).
- Muhammad Ibn Sîrîn (trad. de l'arabe par Youssef Seddik), De l'interprétation des rêves, Beyrouth, Éditions AlBouraq, 1993, 648 p. (ISBN 2-84161-012-8)
- Mohammed Ibn Sîrîne et Abdelghâni en-Nâboulsî (résumé et trad. de l'arabe par Messaoud Boudjenoun), Dictionnaire de l'interprétation des rêves, Paris, Universel, 2006 (ISBN 2911546547).

En 2014, l'écrivain Antoine Brea a fait paraître Roman dormant, un livre de poésie et de fiction qui part de cette attribution douteuse par la tradition musulmane à Ibn Sīrīn d'un corpus écrit d'onirocritique, augmenté et retouché au fil des siècles par les copistes, les commentateurs ou les traducteurs. Dans le livre de Brea, un boucher de Belleville, imam de son état, est visité en rêve en 2009 par Ibn Sīrīn qui lui dicte la vraie version qu'il souhaite donner au monde moderne de son manuel d'interprétation des rêves.